# Lakkampatti
Lakkampatti è una suddivisione dell'India, classificata come town panchayat, di 11.057 abitanti, situata nel distretto di Erode, nello stato federato del Tamil Nadu. In base al numero di abitanti la città rientra nella classe IV (da 10.000 a 19.999 persone).

## Geografia fisica
La città è situata a 11° 27' 42 N e 77° 24' 44 E.

## Società

### Evoluzione demografica
Al censimento del 2001 la popolazione di Lakkampatti assommava a 11.057 persone, delle quali 5.619 maschi e 5.438 femmine. I bambini di età inferiore o uguale ai sei anni assommavano a 998, dei quali 509 maschi e 489 femmine. Infine, coloro che erano in grado di saper almeno leggere e scrivere erano 6.860, dei quali 3.968 maschi e 2.892 femmine.